# 12282 Crombecq
12282 Crombecq este un asteroid din centura principală de asteroizi.

## Descriere
12282 Crombecq este un asteroid din centura principală de asteroizi. A fost descoperit pe 21 ianuarie 1991 la Observatoire de Haute-Provence de Eric Walter Elst. Asteroidul prezintă o orbită caracterizată de o semiaxă mare de 2,72 ua, o excentricitate de 0,25 și o înclinație de 8,1° în raport cu ecliptica.